# Герасименко, Емельян Иванович
Емельян Иванович Герасименко (1912—1964) — участник Великой Отечественной войны, командир миномётного расчёта 818-го стрелкового полка 31-й стрелковой дивизии 46-й армии Юго-Западного фронта, старший сержант. Герой Советского Союза.

## Биография
Родился 6 августа (19 августа по новому стилю) 1912 года на хуторе Гречаная Балка Российской империи, ныне Калининского района Краснодарского края, в семье крестьянина. Русский.
Образование начальное. Работал бригадиром тракторной бригады.
В Красной Армии с июня 1941 года. На фронте Великой Отечественной войны — с сентября 1942 года. Член ВКП(б)/КПСС с 1943 года.
Командир миномётного расчёта 818-го стрелкового полка старший сержант Емельян Герасименко 27 сентября 1943 года одним из первых в полку переправился через реку Днепр в районе с. Сошиновка (Верхнеднепровский район Днепропетровской области). В бою на плацдарме его расчёт уничтожил 3 пулемёта и много гитлеровцев. Отражая контратаку в районе разъезда Воскобойня (Криничанский район Днепропетровской области), вывел из строя несколько солдат и офицеров противника. Герасименко был ранен, но продолжал управлять расчётом до завершения боя.
В 1944 году Герасименко вернулся на родину. Работал в колхозе бригадиром тракторной бригады.
Умер 5 сентября 1964 года, похоронен в мемориале родного хутора.
Сын - Герасименко Виктор Емельянович.
Дочь - Стукалова Галина Емельяновна. Были ещё дети.

## Награды
- Звание Героя Советского Союза присвоено 22 февраля 1944 года.
- Награждён орденом Ленина и медалями.

## Память
- Имя Героя было присвоено пионерской дружине средней школы хутора Гречаная Балка.
- На здании СОШ № 9 Гречаной Балки ему установлена мемориальная доска[1].
- В станице Калининская Краснодарского края учрежден приз имени Герасименко для победителей соцсоревнования среди трактористов.
- МОУ Гимназия №87 города Краснодара названа в честь Емельяна Ивановича Герасименко.